# V-100/300 Commando
La serie dei veicoli da combattimento ruotati Commando, della Cadillac-Gage, rappresenta la maggiore famiglia di mezzi da combattimento ruotati di concezione statunitense dal secondo dopoguerra in poi.

## Storia
La ditta statunitense, basata a Detroit, sviluppò nel 1963 il veicolo da combattimento V-100 Commando 4x4.
Le prove furono positive e il veicolo, nella sua prima configurazione, armato con una torretta con 2 mtg. da 7,62 mm, venne inviato in Vietnam del Sud, dove, per quanto poco noto, gli statunitensi impiegarono anche mezzi corazzati ruotati, che vennero usati nel pattugliamento delle retrovie. Essi vennero impiegati per lo più dalla polizia militare, e grazie anche all'uso in piccoli numeri, venne incoraggiato un certo individualismo, con l'adozione di nomi propri dei mezzi, generalmente derivati dai supereroi statunitensi. Essi combatterono soprattutto in difesa delle colonne di autocarri, molto vulnerabili ad armi leggere ed anticarro e, nonostante il leggero armamento, riuscirono a farsi valere, grazie soprattutto alla loro agilità e compattezza nelle manovre sotto gli attacchi nemici, scivolando lungo le autocolonne dei veicoli, avanti e indietro. La loro prontezza era data anche dal leggero e potente motore a benzina, nonostante gli svantaggi che ciò poteva generare.
Nel frattempo il mezzo si evolveva, con una serie di torrette, motori e strutture migliorate. Nasceva così il V-200, molto più grande e potente, ma adottato solo dal minuscolo stato di Singapore.
Negli anni '70 arrivò il successivo V-150, mezzo da combattimento con motore Diesel, che ha equipaggiato una serie di ulteriori miglioramenti, e che infine nel modello V-150S ha partecipato, assieme al V-300, alla competizione vinta poi dal MOWAG Piranha.

## Tecnica
Il Cadillac-Gage è un mezzo multiruolo, non necessariamente un veicolo da trasporto truppe come la versione base. Esso ha struttura in acciaio, 4 ruote motrici, un motore benzina o diesel sistemato posteriormente, ha un equipaggio di 3 uomini, pilota, capocarro (affiancati) e, dietro di loro, il mitragliere. 9 uomini sono nel vano portatruppe, e sono dotati sia di 2 porte laterali che di 4 gruppi di iposcopi/feritoie di tiro, 2 dei quali nelle portiere. Data una relativa compattezza del motore, anche nella parte posteriore vi è un portello con feritoia, e uno sul tetto.
Il veicolo è anfibio, ma non ha come standard eliche, idrogetti, sistemi infrarossi di visione notturna.
L'armamento è dato da combinazioni presenti in torretta, con mitragliatrici da 7,62 binate, 1 cannone da 20 mm o il ben più potente 25 mm (torretta per 2 uomini, mitragliere e capocarro), infine cannoni da 76 mm o 90 mm. È possibile montare anche missili TOW o mortai da 81 mm. Le torrette più grandi hanno una mtg. da 7,62 per la difesa ravvicinata.

## Diffusione
Il V-100/200/150 ha avuto una grandissima diffusione, con l'adozione da parte di oltre 20 nazioni, dall'Arabia Saudita (uno dei maggiori acquirenti) alla Turchia. Oltre 4000 mezzi prodotti, e usati sia come trasporti leggeri che veicoli da ricognizione armata o supporto di fuoco. L'Arabia Saudita ha rimpiazzato questi veicoli con i LAV-25.
Sullo scafo del V-150 è stato realizzato un semovente contraerei ruotato, che utilizzava un cannone Vulcan, per l'Arabia Saudita.

## Lo Chaimite

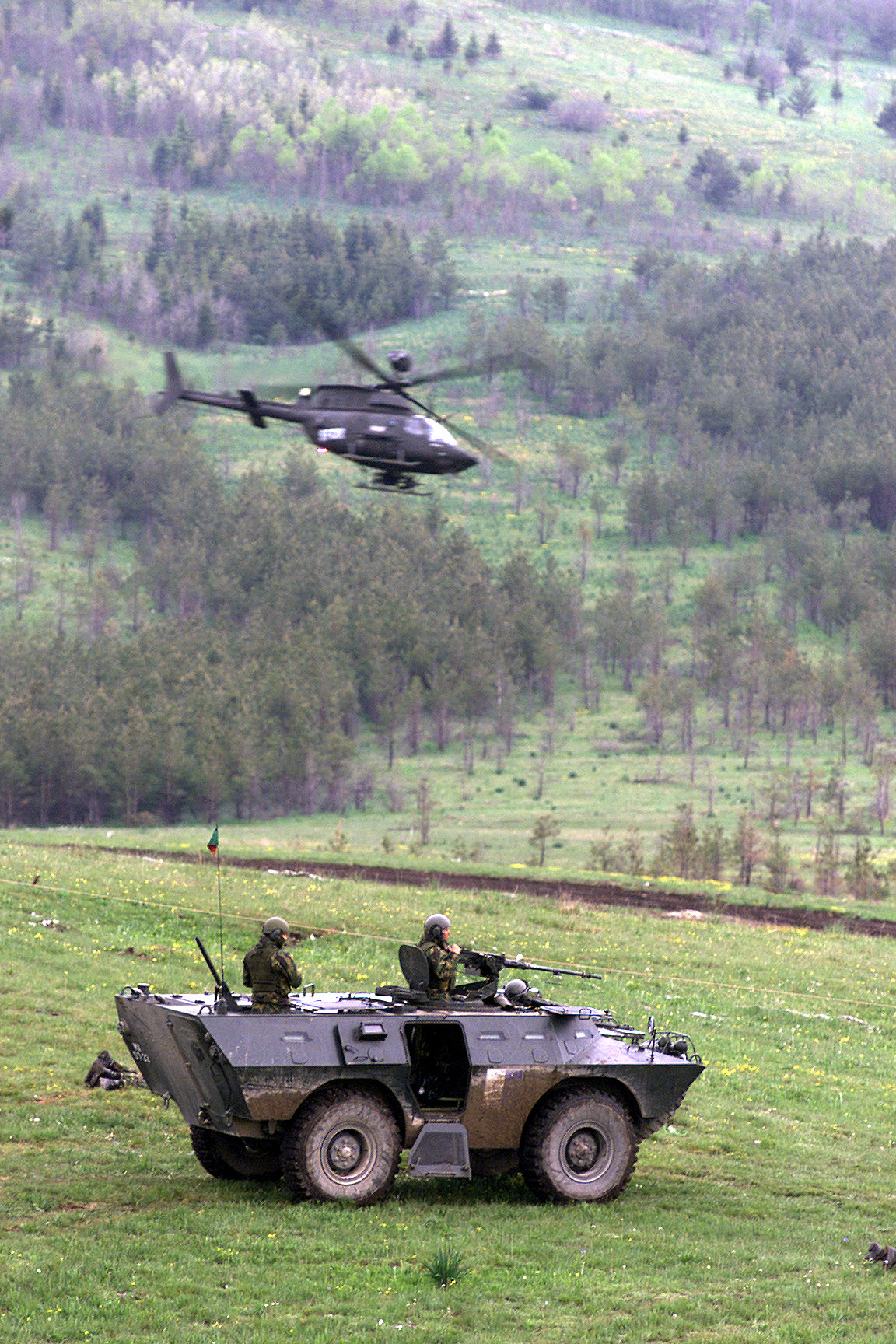
Un Chaimite dell'esercito portoghese in Bosnia con un elicottero americano

Il Portogallo non ha comprato il Commando, ma in compenso ha prodotto un clone (a quanto pare non l'unico, ma di certo il più famoso), lo Chaimite. Esso è stato basato sul V-150, e ha una struttura similare, quasi indistinguibile. Ha un armamento leggero, e la struttura della blindatura adottata è di circa 6,35 mm di spessore nella parte superiore dello scafo, ad oltre 70 gradi di inclinazione. La parte bassa dello scafo ha invece uno spessore di quasi 9 mm, ma è meno inclinato. Se non altro, lo Chaimite dà l'idea di come è la struttura base della corazza del Commando, la cui blindatura non è ufficialmente nota. Esistono 9 versioni dello Chaimite, ognuna distinguibile dall'armamento in torretta. Per esempio, il V-200 è armato con 2 mitragliatrici da 7,62 mm, il V-400 con un cannone da 90 mm e il V-700 con missili anticarro. Recentemente, alle versioni 4x4 si sono aggiunte quelle 6x6 e 8x8.

## V-300
Il successivo passo è stato un mezzo 6x6, il Commando 300, con una struttura totalmente diversa. Il motore è davanti, a destra, mentre il pilota, a sinistra, ha un portello blindato, mentre il muso è dotato, come tutti i mezzi con motore anteriore, di un muso con un angolo di inclinazione unico e molto elevato. I 3 uomini di equipaggio sono quindi davanti, ripartiti tra il muso e la torretta, mentre 9 fanti della squadra, che hanno 8 feritoie di tiro e altrettanti iposcopi, sono presenti nella parte posteriore del veicolo. Vi è una distanza notevole tra il secondo e il terzo assale, e i portelli di entrata sono solo dietro il mezzo.
Il V-300 è un mezzo potente, ma ha perso contro il Piranha 8x8, e è stato a quanto pare ordinato solo da Panama, che nel 1982 ha richiesto 12 mezzi, consegnati l'anno dopo, con ben 4 configurazioni di armamento, tra cui un cannone da 90 mm. Così il V-300 ha perso l'occasione di ripetere i fasti dei predecessori.

## Utilizzatori
Venezuela
- Ejército Nacional de la República Bolivariana de Venezuela

130 esemplari consegnati tra il 1969 ed il 1972, in parte passati in riserva, in servizio al settembre 2018.